# Fran García
Francisco José García Torres (ur. 14 sierpnia 1999 w Bolaños de Calatrava) – hiszpański piłkarz występujący na pozycji obrońcy w hiszpańskim klubie Real Madryt, którego jest wychowankiem oraz w reprezentacji Hiszpanii.
W trakcie swojej kariery grał także w Rayo Vallecano. W przeszłości młodzieżowy reprezentant Hiszpanii.

## Sukcesy

### Reprezentacyjne
- Liga Narodów UEFA: 2022/23
- Real Madryt
- Liga mistrzów:2023/24
- Superpuchar Europy: 2024